# Панские Тундры (хребет)
Панские Тундры — горный хребет, расположенные в центральной части Кольского полуострова, к востоку от озера Умбозеро, на водоразделе рек Поной, Пана и озера Ловозеро.
Массив имеет плитообразную форму, вытянутую на 80 км, ширина массива от 0,5 до 7 км. Общая площадь до 250 км.
Массив разбит тектоническими нарушениями на ряд блоков. Блоки смещены относительно друг друга во всех направлениях, и в горизонтали, и в вертикали.
Блоки следуют друг за другом в юго-восточном направлении в последовательности: Ластьяврский блок, Западно-Панский блок и Восточно-Панский блок.
Восточно-Панский блок опущен относительно Западно-Панского на 1,5-2 км, из-за чего менее эродирован.
Западно-Панский блок характеризуется преимущественным развитием габброноритов и пологими углами падения пород в южном направлении в интервале 25-35°. Восточный блок характеризуется существенным развитием габбро наряду с габброноритами и крутым падением пород в интервале 50-80°.
Структуры хребта сложены из раннепротерозойских магматических пород с минерализацией платины.
В осевой части хребта Панские Тундры размещаются гора Каменник, гора Коевей и гора Чуарвы. Самой высокой точкой хребта является гора Каменник, высота которой составляет 629 метров над уровнем моря.